# Dethalbum III
Dethalbum III è il terzo album in studio del gruppo musicale melodic death metal virtuale Dethklok, pubblicato nel 2012.

## Tracce
1. I Ejaculate Fire – 3:38
2. Crush the Industry – 5:29
3. Andromeda – 3:27
4. The Galaxy – 5:15
5. Starved – 4:57
6. Killstardo Abominate – 2:31
7. Ghostqueen – 4:18
8. Impeach God – 3:34
9. Biological Warfare – 4:35
10. Skyhunter – 4:08
11. The Hammer – 4:28
12. Rejoin – 4:52

## Formazione virtuale
- Nathan Explosion – voce
- Pickles – batteria
- Skwisgaar Skwigelf – chitarra, basso
- Toki Wartooth – chitarra
- William Murderface – basso
- Magnus Hammersmith – chitarra (11)

## Formazione reale
- Brendon Small – voce, chitarra, tastiere
- Gene Hoglan – batteria
- Bryan Beller – basso